# Andrew Abbott
Pour les articles homonymes, voir Abbott.
Andrew Abbott est un sociologue américain, professeur à l'université de Chicago.
Il est connu pour son apport à la méthode de la sociologie et notamment pour sa remise en cause de ce qu'il appelle le paradigme des variables, consistant à évaluer l'effet pur de variables sans prendre en compte leur contexte.

## Prix et distinctions
- Docteur honoris causa de l'Université de Versailles-Saint-Quentin-en-Yvelines

## Publications
- The System of Professions. An Essay on the Division of Expert Labor, University of Chicago Press, 1988
- Department and Discipline. Chicago Sociology at One Hundred, University of Chicago Press, 1991
- Chaos of Disciplines, University of Chicago Press, 2001
- Time Matters. On Theory and Method, Chicago, University of Chicago Press, 2001
- Methods of discovery: heuristics for the social sciences. W.W. Norton & Company, 2004
- Digital paper: a manual for research and writing with library and internet materials. University of Chicago Press, 2014
- Processual Sociology. University of Chicago Press, 2016
- Varieties of Social Imagination. University of Chicago Press, 2017 (sous le nom de Barbara Celarent).
- Faits et valeurs. Editions du Collège de France, 2020.